# 天藤真
天藤 真（てんどう しん、1915年8月8日 - 1983年1月25日）は、日本の推理作家。
本名は遠藤 晋。

## 来歴
東京都生まれ。東京帝国大学国文科卒。同盟通信社記者を経て、戦後は千葉県で開拓農民となる。
また千葉敬愛短期大学講師も務める。寡作ながらユーモアとウィットに富んだ文体、状況設定の巧みさと読者の意表を突く展開の作風が特徴的である。現在、ほとんどの作品が創元推理文庫に入っている。
1962年、旧『宝石』に投稿した『親友記』が宝石賞に佳作入選して、作家活動を開始。また同年『陽気な容疑者たち』が第八回江戸川乱歩賞の最終候補となり、大下宇陀児らの推薦を得て翌年刊行に至る。1963年、『鷹と鳶』で第二回宝石賞を受賞。
1979年、『大誘拐』で第三十二回日本推理作家協会賞を受賞。

## 作品リスト
- 『陽気な容疑者たち』（東都書房） 1963、のち角川文庫 1980、のち創元推理文庫 1995.5
- 『死の内幕』（宝石社） 1963、のち角川文庫 1981年、のち創元推理文庫 1995.3
- 『鈍い球音』（青樹社） 1971、のち角川文庫 1980、のち日本文華社 1980、のち青樹社 1992、のち創元推理文庫 1995.6
- 『皆殺しパーティ』（サンケイ新聞社出版局、サンケイノベルス 1972、のち角川文庫 1980、のち創元推理文庫 1997.3
- 『殺しへの招待』（産報、サンポウ・ノベルス） 1973、のち角川文庫 1980、のち創元推理文庫 1997.5

『手紙-殺しへの招待-』としてテレビドラマ化された。
- 『わが師はサタン』（立風書房） 1975、のち徳間文庫 1980、のち創元推理文庫 2000.9

立風書房版・徳間文庫版では鷹見緋沙子名義。
創元推理文庫版には短編「覆面レクイエム」を収録。
- 『炎の背景』（幻影城ノベルス） 1976、のち角川文庫 1981、のち創元推理文庫 2000.3
- 『死角に消えた殺人者』（KKベストセラーズ、ベストセラー・ノベルズ) 1976、のち角川文庫 1981、のち創元推理文庫 2000.5
- 『大誘拐』（カイガイ出版 1978、のちトクマ・ノベルズ 1979、のち角川文庫 1980、のちトクマ・ノベルズ【新装版】 1990.11、のち双葉文庫[1] 1996.5、のち創元推理文庫 2000.7
- 『絶命詞 自選推理小説集』（双葉社） 1979
  - 収録作品：「逢う時は死人」「鷹と鳶」「穴物語」「金瓶梅殺人事件」「死の色は紅」「絶命詞」
- 『善人たちの夜』（トクマ・ノベルズ） 1980、のち創元推理文庫 1996.10
- 『遠きに目ありて』（大和書房） 1981、のち創元推理文庫 1992.12
  - 収録作品：「多すぎる証人」「宙を飛ぶ死」「出口のない街」「見えない白い手」「完全な不在」
- 『あたしと真夏とスパイ』（大和書房） 1982.9
  - 収録作品：「親友記」「星を拾う男たち」「あたしと真夏とスパイ」「背が高くて東大出」「隠すよりなお顕れる」「七人美登利」
- 『犯罪講師』（角川文庫） 1982.10
  - 収録作品：「犯罪講師」「共謀者」「天然色アリバイ」「目撃者」「誘拐者」「日本KKK始末」「採点委員」「死神はコーナーに待つ」
- 『雲の中の証人』（角川文庫）1983.3  - 創元推理文庫刊の同題の短編集とは収録作品が異なる。
  - 収録作品：「雲の中の証人」「逢う時は死人」「赤い鴉」「公平について」「悪徳の果て」「或る殺人」
- 『完全なる離婚』（角川文庫） 1984.1
  - 収録作品：「鷹と鳶」「夫婦悪日」「密告者」「重ねて四つ」「完全なる離婚」「崖下の家」「私が殺した私」「背面の悪魔 」「三枚の千円札」「純情な蠍」
- 『極楽案内』（角川文庫） 1985.4
  - 収録作品：「金瓶梅殺人事件」「極楽案内」「三匹の虻」「袋小路」「夜は三たび死の時を鳴らす」「真説・赤城山」「われら殺人者」「死の色は紅」
- 『日曜探偵』（出版芸術社） 1992.5
  - 収録作品：「塔の家の三人の女」「誰が為に鐘は鳴る」「日曜日は殺しの日」
- 『もだんミステリーワールド(10) 天藤真集』（中島河太郎監修、リブリオ出版） 1998.4 - 大活字本
  - 収録作品：「犯罪は二人で」「塔の家の三人の女」
- 『親友記』（創元推理文庫） 2000.11
  - 収録作品：「親友記」「塔の家の三人の女」「なんとなんと」「犯罪講師」「鷹と鳶」「夫婦悪日」「穴物語」「声は死と共に」「誓いの週末」
- 『星を拾う男たち』（創元推理文庫） 2001.1
  - 収録作品：「天然色アリバイ」「共謀者」「目撃者」「誘拐者」「白い火のゆくえ」「極楽案内」「星を拾う男たち」「日本KKK始末」「密告者」「重ねて四つ」「三匹の虻」
- 『われら殺人者』（創元推理文庫）2001.3
  - 収録作品：「夜は三たび死の時を鳴らす」「金瓶梅殺人事件」「白昼の恐怖」「幻の呼ぶ声」「完全なる離婚」「恐怖の山荘」「袋小路」「われら殺人者」「真説・赤城山」「崖下の家」「悪徳の果て」
- 『雲の中の証人』（創元推理文庫） 2001.5 - 角川文庫刊の同題の短編集とは収録作品が異なる。
  - 収録作品：「逢う時は死人」「公平について」「雲の中の証人」「赤い鴉」「私が殺した私」「あたしと真夏とスパイ」「或る殺人」「鉄段」「めだかの還る日」
- 『背が高くて東大出』（創元推理文庫） 2001.7
  - 収録作品：「背が高くて東大出」「父子像」「背面の悪魔」「女子高生事件」「死の色は紅」「日曜日は殺しの日」「三枚の千円札」「死神はコーナーに待つ」「札吹雪」「誰が為に鐘は鳴る」
- 『犯罪は二人で』（創元推理文庫） 2001.9
  - 収録作品：「運食い野郎」「推理クラブ殺人事件」「隠すよりなお顕れる」「絶命詞」「のりうつる」「犯罪は二人で」「一人より二人がよい」「闇の金が呼ぶ」「純情な蠍」「採点委員」「七人美登利」「飼われた殺意」
- 『逢う時は死人 昭和ミステリールネサンス』（山前譲編、光文社文庫） 2021.3
  - 収録作品：「親友記」「逢う時は死人」「犯罪講師」「鷹と鳶」「穴物語」「共謀者」「星を拾う男たち」「日本KKK始末」

## 共著
- 『近代小説に現われた女性像』（遠藤晋名義、大野茂男共著、秀英出版） 1969年、のちコスモ出版 1976年
- 『闇からの狙撃者』（鷹見緋沙子名義、徳間文庫）1981年 - 天藤真による短編「覆面レクイエム」を収録
- 『日曜日は殺しの日』（草野唯雄共著、カドカワノベルズ） 1984.4